# M

Escribiendo cursive formas de M

La m (en mayúscula M, nombre eme, plural emes) es la decimotercera letra y la décima consonante del alfabeto español y del alfabeto latino básico.
En español representa el sonido de la consonante nasal bilabial sonora, así como en muchas otras lenguas que usan esta letra.  En inglés, el Diccionario inglés de Oxford (primera edición) dice que «m» es a veces una vocal en palabras como espasm y en el sufijo -ism.  En terminología moderna, esto sería descrito como una consonante silábica. 

## Historia
Se corresponde con la letra M del alfabeto latino o romano, y proviene de una letra fenicia que significaba «agua». El jeroglífico egipcio que era el símbolo del «agua» —su posible precedente gráfico— tenía forma de línea quebrada u ondulada, aunque se pronunciaba N. El grafema de imprenta o capital de la M proviene directamente de la Mu mayúscula griega, letra con igual valor fonémico.

## Reglas para su uso ortográfico
Se escriben con m: 
- Todas las palabras con este fonema: 
  - Al principio de palabras: miel, manteca, martes, marrón, mundo, morir, mesa.
  - Intervocálica: amor, rama, remo, fama, imán.
  - Después de una consonante: arma, alma, atmósfera, ritmo, firma.
  - Excepciones: las palabras que N va antes de M o V; inmenso, invasor, envase, conmigo.
- Antes de B, N o P: importancia, rombo, lámpara, himno, alumno, columna, gimnasio, tambor, rampa.
  - También se da en prefijos, derivados o palabras compuestas: imposible, imbatible, embotellar, combatir, ciempiés.
- Al final de palabras, en algunos latinismos: currículum, cuórum, ítem, álbum.

## Representaciones alternativas
En el alfabeto fonético aeronáutico se le asigna la palabra Mike.
En código morse es:  -- 

Banderas de señales
Alfabeto semáforo
Lectura Braille
Alfabeto manual

### Caracteres relacionados
- Μ μ: Letra griega Mu
- М м: Letra cirílica Em
- מ,ם: letra hebrea Mem
- م : letra árabe Mim

## Otros significados
- En la numeración romana representa el número mil.
- Nombre coloquial de la MDMA.
- En Cálculo, representa la pendiente, como en el uso de ecuaciones de la línea recta.